# 栄枝村
栄枝村（さかえむら）は、かつて愛知県額田郡にあった村である。
旧・額田町の南西部に該当し、現在の岡崎市の北部に該当する。

## 沿革
- 江戸時代末期、この地域は岡崎藩領、野村藩領、磐城平藩領、西大平藩領、天領、旗本領、寺社領であった。
- 1889年（明治22年）10月1日 - 額田郡木下村・千万町村・夏山村の区域をもって巴山村が成立。
- 1890年（明治23年）12月17日 - 栄枝村へ改称[1]。
- 1906年（明治39年）5月1日 - 分割され廃止。
  - 一部（大字夏山）が高富村・豊岡村と合併し、豊富村が発足。
  - 残部が宮崎村へ編入。

## 歴代村長
| 代 | 氏名         | 就任 | 退任 | 備考 |
| -- | ------------ | ---- | ---- | ---- |
| 1  | 鈴木定右衛門 |      |      |      |
| 2  | 黒屋林吉     |      |      |      |
| 3  | 荻野龍松     |      |      |      |

## 学校
- 夏山尋常学校（現・岡崎市立夏山小学校）

## 神社
- 夏山八幡宮
- 八幡社 (岡崎市夏山町)
- 白山社 (岡崎市夏山町)
- 秋葉社 (岡崎市)
- 諏訪社 (岡崎市)
- 若宮八幡社 (岡崎市)
- 神明宮
- 八剱神社 (岡崎市千万町町)

## 寺院
- 牧泉寺
- 華蔵院
- 遊泉寺
- 松立寺
- 松樹寺
- 東向寺 (岡崎市)